# Liar (Rollins-Band-Lied)
Liar ([Ich bin ein] Lügner) ist ein Lied der Rollins Band und die erste Singleauskopplung aus ihrem vierten Album Weight (1994). Es ist die einzige Single des Albums, die es in die Charts schaffte, und eines der berühmtesten Lieder der Band. Liar ist eines der beliebtesten Stücke der Band bei Liveauftritten. Die gesprochenen Passagen werden dann improvisiert oder unterscheiden sich von der Studioaufnahme.
In verschiedenen Gebieten wurden sowohl eine Kurzversion (4:19) als auch ein längerer „video edit“ (4:49) als Single-CD vertrieben, oft mit einem oder mehreren zusätzlichen Stücken vom Album Weight. Diese und andere Auskopplungen sind im 2004 herausgebrachten Album Weighting erschienen.
Die Videobearbeitung von Liar wurde im Video dargestellt und hat eine andere Tonspur sowie leicht abweichenden Text in der Einleitung. Im Video führte Anton Corbijn Regie. Henry Rollins tritt darin in verschiedenen Ausstattungen auf. Während des gesprochenen Textes trägt er ein schwarzes T-Shirt und redet in seinem Spoken-Word-Stil in einem ruhigen, sanften Ton über Vertrauen und Freundschaft. Im Refrain schreit er mit nacktem, teufelsgleich rot bemaltem Oberkörper wild springend und fluchend spöttisch in Richtung Publikum. Er tritt im Sprechteil in einem Superman-Parodie-Kostüm (mit einem R für Rollins statt einem S für Supermann), einer Polizeiuniform und einer Nonnentracht („I will never tell a lie“) auf. Im schizophren anmutenden Lied stellt Rollins einen wütenden Mann dar der verletzliche Frauen jagt. Um ihr Vertrauen zu gewinnen, erzählt er ihnen, was sie hören wollen, verletzt sie aber am Ende immer, weil er ein Lügner ist.
Nach der Veröffentlichung wurde das Lied häufig auf MTV gespielt und erschien bei Beavis and Butt-Head. In der Episode ist Beavis begeistert von dem Refrain und wiederholt das Wort „Liar“ wie er typischerweise „Fire! Fire! Fire!“ ruft. Butt-head gelangt auch zu der Überzeugung, dass „lying“ (lügen) „cool“ ist.
Liar wurde von VH1 zum 64.-besten Hard-Rock-Song aller Zeiten benannt. Es war nominiert für den Grammy Award for Best Metal Performance. Rollins Band sang das Lied bei den Grammy Awards 1995.

## Auszeichnungen
| Jahr                 | Publication     | Land           | Auszeichnung                              | Platzierung |       |
| -------------------- | --------------- | -------------- | ----------------------------------------- | ----------- | ----- |
| 1994                 | Studio Brussels | Belgien        | Best Songs of the Year (1994)             | 21          | [ 6 ] |
| 2004                 | Kerrang!        | United Kingdom | 666 Songs You Must Own (Alternative Rock) | *           | [ 7 ] |
| * ungeordnete Liste. |                 |                |                                           |             |       |